# Historik
Historik je člověk, který se zpravidla profesionálně zabývá studiem historie, tedy dějin.
Pohled na historika (respektive pohled na to, kdo je to historik) prošel dlouhým a složitým vývojem. Za zakladatele historiků bývá zpravidla označován Hérodotos a několik dalších, především římských spisovatelů. Z dnešního pohledu se však nejednalo o historiky v pravém slova smyslu, neboť tito autoři se nepokoušeli o objektivní pohled, dalším, na prvním pohled markantním rozdílem je nesledování historie jako něčeho, co na sebe logicky navazuje. Snažili se čtivě popsat události, jejichž buď byli svědky, nebo je znali z různých pramenů. Jejich práce se často potkávala s prací kronikářů. Přesto je již u starověkých historiků přes jistou tendenčnost možné nalézt některé prvky, které jsou dodnes jednou z metod práce historiků, nejvýraznějším příkladem toho je snaha oddělit od sebe jednotlivé prameny a dle věrohodnosti z nich sestavit nejpravděpodobnější verzi příběhu. V antickém a středověkém světě lze najít mnoho příkladů toho, jak se chápání historika měnilo, jak byli tehdejší historici úspěšní a jak pouze popisovali události, popř. jak tyto události často záměrně zkreslovali.
Zlomovým dílem pro výklad pojmu historik je Montesquieuovo dílo Duch zákonů z roku 1748. Toto dílo prakticky započalo vytváření představy, kdo je historik. Představa o této úloze historiků byla dotvořena v průběhu první poloviny 20. století. Historik se tak stal člověkem, který pouze nepopisuje události, ale pokouší se v nich najít i souvislosti, k čemuž využívá analýz mnoha vědních oborů, jako je ekonomie, lingvistika, sociologie, psychologie, politologie atp. Tím se historici postupně přestali zaměřovat pouze na významné události a lidi začali nacházet souvislosti nejen mezi jednotlivými událostmi, ale i ekonomickými a ostatními faktory ovlivňujícími běžný život.
Na historiky ve všech dobách vynikal značný tlak, aby dějiny popsali podle nějakého předem daného ideologického cíle, mnoho historiků tomuto tlaku neodolalo, což vede k nutnosti opravdu pečlivě zkoumat, zda postoje daného historika nebyly finančně či jinak motivovány.
| „            | Pravý historik připomíná pohádkového lidožrouta. Ví, že jeho loviště musí být cítit pachem člověčiny. | “ |
| — Marc Bloch | |   |

## Vybraní čeští historikové
Výběr vychází z bibliografických citací. Na rozdíl od kategorie Čeští historikové (viz níže) jsou zde uváděny i osobnosti, které dosud ve Wikipedii nemají monografické heslo, a etničtí Němci žijící v českých zemích.

### A
- Karel Václav Adámek
- Karolina Adamová
- Rudolf Anděl

### B
- Bohuslav Balbín
- Stanislav Balík ml.
- Stanislav Balík st.
- František Michálek Bartoš
- Pavel Bělina
- Miloslav Bělohlávek
- Marie Bláhová
- Lenka Bobková
- Milan M. Buben
- Stanislav Burachovič
- Václav Bůžek

### C
- Jan Petr Cerroni

### Č
- Jaroslav Čechura
- Petr Čornej
- Ivana Čornejová

### D
- František Dvorský
- Gelasius Dobner
- Eva Doležalová
- Růžena Dostálová
- Jaroslav Douša
- Václav Drška

### E
- Tomáš Edel
- Karel Jaromír Erben

### F
- Zdeněk Fiala
- Miroslav Flodr

### G
- Dan Gawrecki
- Anton Gnirs
- Hugo Gold
- Jaroslav Goll
- František Graus
- Josef Grulich

### H
- Jan Florián Hammerschmid
- Jarmila Hásková numismatička
- Zdeňka Hledíková
- Cecílie Hálová - Jahodová
- Zdeněk Hojda
- Martin Holý
- Ladislav Hosák
- Václav Husa

### Ch
- Kateřina Charvátová

### J
- Libor Jan
- Josef Janáček
- Jiří Just

### K
- Josef Kalousek
- Ludmila Kárníková
- František Kavka
- Jiří Kejř
- Luďa Klusáková
- Božena Kopičková
- Marie Kostílková
- Antonín Kostlán
- Martin Kovář
- Václav Král
- Kamil Krofta
- Jan Křen
- Pavel Křivský
- Jan Kuklík

### L
- Ladislav Lábek
- Milena Lenderová

### M
- Karel Malý
- Jaroslav Macek
- Josef Macek
- Eva Matějková
- Ivan Martinovský
- Jiří Martínek
- Jaroslav Mezník
- Alois Míka
- Jiří Mikulec
- František Musil (historik)

### N
- Martin Nejedlý
- Zdeněk Nejedlý
- Martin Nodl
- Václav Novotný

### O
- Věra Olivová
- Milan Otáhal

### P
- František Palacký
- Jaroslav Pánek
- Tomáš Pasák
- Josef Pekař
- František Martin Pelcl
- Jiří Pešek
- Josef Petráň
- Karel Pichlík
- Antonín Podlaha
- Justin Václav Prášek

### R
- Jiří Rak
- Rudolf Rouček
- Jan Rychlík

### S
- Robert Sak
- August Sedláček
- Eva Semotanová
- Karel Schelle
- Anna Skýbová
- Ladislav Soukup
- Jiří Spěváček
- Pavel Spunar
- Tomáš Sterneck
- Ludmila Sulitková
- Drahomír Suchánek

### Š
- Josef V. Šimák
- Dominik Šípoš
- František Šmahel
- Alena Šubrtová
- Josef Šusta

### T
- Jaromír Tauchen
- Zdeněk V. Tobolka
- Václav Vladivoj Tomek
- Josef Truhlář
- Dušan Třeštík

### U
- Jan Boris Uhlíř
- Otto Urban
- Rudolf Urbánek
- Ema Urbánková

### V
- Vratislav Vaníček
- Vít Vlnas
- Ladislav Vojáček
- Petr Vorel
- Lukáš M. Vytlačil

### W
- Martin Wihoda
- Zikmund Winter

### Z
- Jan Zelenka
- Magnoald Ziegelbauer
- Bohdan Zilynskij
- Blanka Zilynská

### Ž
- Rudolf Žáček
- Václav Žáček
- Josef Žemlička

## Vybraní světoví historikové
- Donald Adamson
- Lucius Coelius Antipater
- Gaius Iulius Caesar
- Bruce Catton
- Robert Conquest
- Stéphane Courtois
- Eusebios z Kaisareie
- Jacques Le Goff
- Edward Gibbon
- Sir Basil Liddell Hart
- Hérodotos
- Klaus Hildebrand
- René Huyghe
- Paul Johnson
- Jacques Le Goff
- John Keegan
- George Frost Kennan
- Flavius Iosephus
- Jozef Kočiš
- Titus Livius
- Sir Stephen Henry Roberts
- John Gilmary Shea
- Viktor Suvorov
- Tacitus
- Thúkýdidés
- Xenofón